# 트리메니아속
트리메니아속(trimenia屬, 학명: Trimenia 트리메니아[*])은 아우스트로바일레이아목의 단형 과인 트리메니아과(trimenia科, 학명: Trimeniaceae 트리메니아케아이[*])에 속하는 유일한 속이다.
8종의 목본식물을 포함하는 작은 속이다. 트리메니아속 식물들은 오스트레일리아 및 태평양 제도의 아열대와 열대 기후 지역에 분포한다.

## 이름
속명 "트리메니아"는 영국의 식물학자 헨리 트리먼(Henry Trimen)의 이름을 따 지어졌다.

## 하위 분류
- T. bougainvilleensis (Rodenb.) A.C.Sm.
- T. macrura (Gilg & Schltr.) Philipson
- T. marquesensis F.Br.
- T. moorei (Oliv.) Philipson
- T. neocaledonica Baker f.
- T. nukuhivensis W.L.Wagner & Lorence
- T. papuana Ridl.
- T. weinmanniifolia Seem.

## 계통 분류
2016년 APG IV 분류 체계에서는 트리메니아과를 속씨식물군 아우스트로바일레이아목의 유일한 과로 분류하며, 이는 2009년 APG III 분류 체계 및 2003년 APG II 분류 체계의 분류와 동일하다. 그 이전의 1998년 APG 분류 체계에서는 속씨식물군 아래에 목을 따로 두지 않고 트리메니아과만 인정했다.
그 외에 1992년 손 분류 체계는 트리메니아과를 목련강(Magnoliopsida[=속씨식물]) 목련아강(Magnoliideae[=쌍떡잎식물]) 목련상목(Magnolianae) 목련목(Magnoliales) 아래에 분류했으며, 1981년 크론퀴스트 분류 체계는 트리메니아과를 목련문(Magnoliophyta[=속씨식물]) 목련강(Magnoliopsida[=쌍떡잎식물]) 목련아강(Magnoliidae) 녹나무목(Laurales) 아래에 분류했다. 또한 1980년 달그렌 분류 체계는 트리메니아과를 목련강(Magnoliopsida[=속씨식물]) 목련아강(Magnoliideae[=쌍떡잎식물]) 목련상목(Magnolianae) 녹나무목(Laurales) 아래에 분류했으며, 1964년 엥글러 분류 체계는 관상식물문(Siphonogamae[=종자식물]) 속씨식물아문(Angiospermae) 쌍떡잎식물강(Dicotyledoneae) 이판화아강(Archychlamydeae) 목련목(Magnoliales) 아래에 분류했다.